# Осада Малакки (1641)
Осада Малакки — осада голландским флотом португальской крепости Малакка в период с июня 1640 года по 14 января 1641 года в ходе Голландско-португальской войны, завершившаяся сдачей крепости.

## Предпосылки
В первой половине XVII века Голландская Ост-Индская компания заключила союз с индонезийским царством Джохор.

## Ход осады
В июне 1640 года голландский флот под командованием адмирала Вилльмсона Картекое при содействии царства Джохор осадил португальскую крепость Малакка. Без надежды на подкрепление из Гоа, после шестимесячной осады 14 января 1641 года город сдался.

## Последствия
После падения Малакки её значение как главного морского пакгауза Юго-Восточной Азии, связывающего Индию и Китай, резко упало. А царства Джохор и Патани стали более известны благодаря региональной торговле и войнам.